# Madame d'Aulnoy

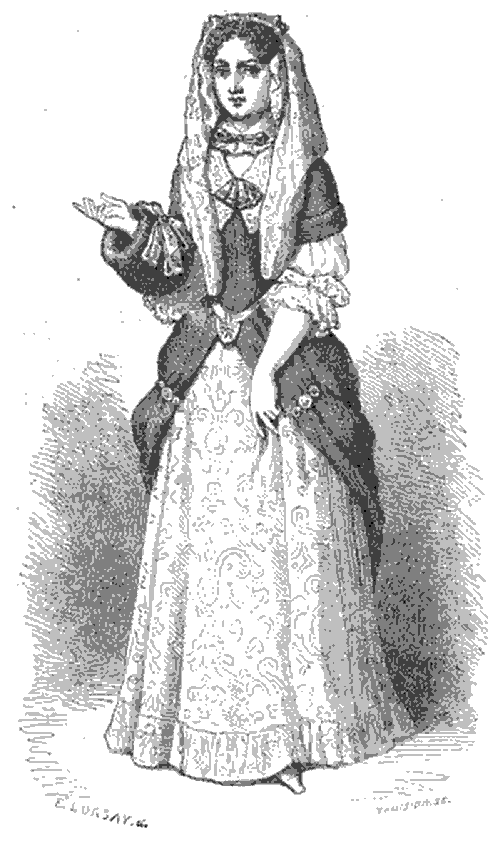
Madame d'Aulnoy op een 17e-eeuwse postzegel

Madame d'Aulnoy (Barneville-la-Bertran,  januari 1650 of 1651 - Parijs,  4 of 13 januari 1705) is de 17e-eeuwse schrijfster Marie-Catherine Le Jumel de Barneville de la Motte, barones d'Aulnoy. Ze vestigde haar naam als schrijfster van romantische en reisverhalen, maar vereeuwigde zichzelf door haar Contes des fées (fairy tales – sprookjes). Ze wordt beschouwd als gangmaakster van een toentertijd nieuwe golf geschreven literaire sprookjes.

## Biografie

### Jeugd
Madame d'Aulnoy werd geboren in januari 1650 of 1651 in het dorpje Barneville-la-Bertrand in Calvados, Normandië, in een landadellijke familie (Le Jumel). Haar vader had een functie aan het hof van Lodewijk XIV, terwijl haar moeders hang naar het mondaine haar meer in Parijs deed verblijven dan in het huis waar haar dochtertje opgroeide. Marie-Catherine werd dan ook door haar grootmoeder opgevoed, tot haar vader al vroeg overleed, en haar moeder haar meenam naar Parijs.

### Huwelijk en verbanning
Hier werd ze op zestienjarige leeftijd uitgehuwelijkt aan de dertig jaar oudere François de la Motte, baron van Aulnoy, militair in het leger van Lodewijk XIV. Deze François de la Motte stond bekend als een drinkebroer, een gokker die zich beter op zijn gemak voelde in het gezelschap van mannen dan van vrouwen. Ondanks zijn brute optreden jegens Marie-Catherine kreeg ze in zeer korte tijd drie kinderen van hem, al was ze zelf promiscue. 
Haar losbandige moeder plande om de baron uit te schakelen. Ze riep de hulp in van haar minnaar en nog enkele vrienden, die de la Motte bij Lodewijk XIV betichtten van majesteitsschennis, waarop de doodstraf stond. De dag voor de executie kwam deze samenzwering echter aan het licht. Niet de baron, maar moeders minnaar en zijn kompanen kwamen op het schavot. Moeder week net op tijd uit naar Spanje. Dochter Marie-Catherine werd uit Parijs verbannen.

### Terugkeer naar Parijs
Vanaf hier wordt de verdere levensloop van Marie-Catherine diffuus. Er bestaan nauwelijks bronnen die hier met zekerheid uitsluitsel over geven. Verondersteld wordt dat zij veel reisde – wat door enkele kenners wordt betwist – naar Italië, Spanje, Engeland en Vlaanderen en dat zij zich uiteindelijk een positie had verworven als dubbelspionne. Daarmee herwon zij enig krediet bij Lodewijk XIV, die met het oog op zijn beraamde veroveringen zeer geïnteresseerd was in de stemming jegens hem in gebieden buiten zijn koninkrijk, zodat zij in 1690 veilig naar Parijs kon terugkeren. Ondertussen was zij van diverse mannen zwanger geraakt; er wordt gezegd dat een van haar kinderen een kind was van de Engelse koning. Hoezeer zij in haar jeugdjaren ook vernederd was en getraumatiseerd door de bruutheid van baron d'Aulnoy, toch zou ze met volle teugen van de lichamelijke liefde genieten; ze zou ook een zeer aantrekkelijke vrouw zijn geweest. Ondanks het feit dat ze van adel was en gezien de populariteit die haar vanaf 1690 te beurt zou vallen, is het merkwaardig dat er maar een enkel portret van haar bekend is, waarop zij een jaar of vijftig is.

### Schrijfsterscarrière en overlijden
Terug in Parijs – de ban was opgeheven – vestigde zij zich in de rue Saint-Benoît en was zij weer welkom aan het hof van Lodewijk XIV die inmiddels zijn Kasteel van Versailles betrokken had. In ruil voor deze clementie diende zij twee religieuze teksten te schrijven. Het werden – en enig opportunisme was haar niet vreemd – Sentiments d’une âme pénitente (Zo voelt een ziel die boeten moet), naar psalm 50, Miserere mei Deus en Le Retour d’une âme à Dieu (Een ziel keert terug tot God), naar psalm 102, Bendic anima mea. 
Mede door de vijandigheid die in die tijd ten aanzien van vrouwen heerste – net als eerder die eeuw rond 1630 –, de steeds grotere minachting van de Zonnekoning, zijn dictatoriale en oorlogszuchtige optreden en haar eigen, niet zo vrolijke ervaringen met de liefde en relaties met mannen, zocht zij contact met andere dames uit de gegoede milieus om geregeld bijeen te komen en elkaar verhalen te vertellen en deze ook op te schrijven en verder uit te werken. Deze groepen dames werden in de Franse literatuur bekend als de salonnières, de opvolgsters van de précieuses van eerder die eeuw die door Molière als Les Précieuses ridicules vereeuwigd werden. Er kwamen slechts enkele mannen naar de bijeenkomsten, zoals onder anderen Charles Perrault en Louis de Mailly.
Behalve verhalen schreef Madame d'Aulnoy ook liefdesromans en reisverhalen. Van sommige reisverhalen wordt beweerd dat ze deze bijna klakkeloos moet hebben overgeschreven, omdat betwijfeld wordt of ze ooit op de beschreven plaatsen is geweest. Hier speelt weer de onduidelijkheid over haar levensloop haar biografie parten. Madame d'Aulnoy overleed in januari 1705 in haar woning in de rue Saint-Benoît en werd begraven op het kerkhof van haar parochiekerk Saint-Sulpice.

## Vertelstof
Madame d'Aulnoy was niet de uitvindster van het geschreven of literaire sprookje. Aan haar werken gingen immers vooraf de Griekse mythen en sagen, de Verhalen van Duizend-en-een-nacht, de Decamerone, de Heptamerone, de Pentamerone en de Lais van Marie de France. Wél introduceerde zij, eigenlijk toevallig, de term contes de fées, die in het Engels vertaald werd als fairy tales – al binnen het jaar na publicatie van haar eerste bundel – en dit woord is in het Angelsaksische taalgebied dan weer het equivalent geworden voor het Nederlandse woord sprookje. De definiëring van sprookje sluit echter niet naadloos aan op wat Madame d'Aulnoy contes de fées noemde en het is zelfs maar de vraag of haar verhalen sprookjes zijn in de ware betekenis van het woord, als die ware betekenis al zou bestaan. Opmerkelijk is, wat dit betreft, dat in een negentiende-eeuwse Nederlandse vertaling van enkele verhalen van Madame d'Aulnoy, deze de benaming Toover-vertellingen kregen, wat zeker een waardevolle vondst was.
Hoezeer ook te discussiëren valt over de normen waaraan een verhaal moet voldoen om een sprookje te zijn, het valt niet te ontkennen dat Madame d'Aulnoy deze normen vaak, en met zekere wellust, aan haar laars lapte. Ze gaf bijvoorbeeld beschrijvingen van voor haar actuele situaties, zodat het verhaal in de tijd kon worden geplaatst; atypisch voor sprookjes, die vaak beginnen met "er was eens". In het verhaal Serpentin Vert (Green Serpent) krijgt de bedroefde prinses een boek dat pas verschenen is, Psyché, geschreven door un auteur des plus à la mode […] en beau langage. Dit is een overduidelijke verwijzing naar La Fontaine's roman Amours de Psyché (1669). Ze verwees zelfs in een van haar verhalen naar een beroemde Parijse bakker, en bepaalde taferelen zijn beschrijvingen van de pracht en de praal die zij met eigen ogen aan het hof van Lodewijk XIV in Versailles heeft gezien. De verhalen die zij en haar collega's schreven waren doorgaans hervertellingen van klassieke thema's. Gezien hun goede opvoeding waren zij allen vertrouwd met werken uit de Griekse Oudheid, met de al genoemde zestiende-eeuwse, Italiaanse verhalencanons en zelfs met de liefdesverhalen (Lais) van de dertiende-eeuwse Marie de France. Geen wonder dat we ook in de verhalen van Madame d'Aulnoy deze thema's en zelfs al bestaande, maar nu door haar navertelde verhalen zien terugkomen. In La chatte blanche (De witte kat) bijvoorbeeld, nam zij het hele Rapunzel-verhaal mee op. (Overigens was het hieraan te danken dat dit verhaal ter ore kwam van de gebroeders Grimm, want Franse hugenoten waren na de herroeping van het Edict van Nantes onder andere naar Duitsland uitgeweken en hadden de nodige Franse literatuur in hun bagage meegenomen. De vertaling van het Rapunzel-verhaal (versie Madame d'Aulnoy, maar al eerder voorkomend bij Giambattista Basile als Petrosinella) door ene Friedrich Schulz (eind achttiende eeuw) was de Grimms zeer welkom).
Wat de salonnières schreven, vond gretig aftrek bij het publiek, dat zeker niet zo ongeletterd was als vaak wordt verondersteld, en de uitgevers smeekten de dames om meer. Het was voor Madame d'Aulnoy de drijfveer – ook uit financiële overwegingen, want haar man had haar onterfd – om uiteindelijk vierentwintig verhalen te schrijven in twee jaar tijd. Samen met haar collega's zijn in een periode van ongeveer tien jaar ruim honderd dergelijke verhalen uitgegeven. Na een zekere terugval kwam er midden de achttiende eeuw een remonte, en schreef Jeanne-Marie Leprince de Beaumont La Belle et la Bête, eveneens een opnieuw vertelde klassieker. Ook Madame d'Aulnoy had er zo enkele, waaronder Serpentin vert (Groene draak), ook een belle-en-het-beestverhaal, maar zij is dus niet de auteur van het onder andere door Walt Disney beroemd geworden La Belle et la Bête.
Enkele salonnières uit de periode van Madame d'Aulnoy: Mlle L'Héritier, Mlle Bernard, Mlle de La Force, Mme de Murat, Mme Durand, Mme d'Anneuil.
Kenmerkend in Madame d'Aulnoy's vertelstijl zijn haar magnifieke, gedetailleerde beschrijvingen van de decors, van de mode uit haar tijd, de levensgewoontes, de pracht en de praal die zo typerend waren voor het regime van Lodewijk XIV totdat dit aan grootheidswaanzin en dictatuur ten onder ging.
Slalommend tussen haar soms nogal bijtende, absurde humor en spot door liet Madame d'Aulnoy overigens niet na om, verbloemd weliswaar, kritiek te uiten op de toenmalige expansieve, martiale politiek van Lodewijk XIV én op het extreme machogedrag van vele mannen. In haar verhaal L'Île de la Félicité (zwaar geïnspireerd door het verhaal Guingamor, dat waarschijnlijk van Marie de France is, en door enkele verhalen uit Ovidius' Metamorfosen) hekelde zij het feit dat mannen meer waarde hechten aan zichzelf dan aan de liefde die zij met een vrouw beleven. Het is dan ook niet verwonderlijk dat Madame d'Aulnoy in haar verhalen vaak de rol van de held toebedeelde aan een vrouwelijk personage. Je zou kunnen zeggen dat zij een feministische inbreng heeft gehad in de literatuur; haar verhalen feminiseerde. Het is trouwens wegens dit aspect, dat zij en haar werk ook nu nog ijverig bestudeerd worden, juist door wetenschappers in gender- en vrouwenstudies, en minder om haar puur literaire kwaliteit. Men noemt Madame d'Aulnoy ook wel een pre-feministisch schrijfster.
Zij was zeker geen schrijfster kinderverhalen, zoals zij vaak wordt gecategoriseerd, ook al worden tegenwoordig uitgaven van haar werk op kindermaat uitgebracht. Madame d'Aulnoy schreef verhalen voor volwassenen; er bestond in haar tijd sowieso geen specifieke literatuur/lectuur voor kinderen. Zelfs de allereerste uitgave van de werken van de gebroeders Grimm begin 19e eeuw, was bestemd voor volwassenen. Pas toen bleek dat ook kinderen hun sprookjes lazen, brachten de Grimms de nodige aanpassingen aan. Terwijl in de eerste editie van Hans en Grietje het nog hun eigen moeder was die hun vader opstookte de kinderen weg te voeren, werd dit personage in latere edities een stiefmoeder.
Onder volwassen lezeressen, ook minder gegoede, was zij zeer populair en haar verhalen werden vaak in gedrukte vorm via colportage (aan huis) aan de vrouw gebracht. Haar lezeressen genoten van de beschreven pracht en praal, maar ook van haar verholen kritiek op de man.

## Bekendheid

### Nederlandse-taalgebied
De naam Madame d'Aulnoy is in Nederland en Vlaanderen nauwelijks bekend. Toch verscheen er al begin achttiende eeuw een uitgave van haar werk met zowel de Franse tekst als de Nederlandse vertaling ervan ernaast. Het was in feite een educatieve uitgave om Frans te leren. Ze zijn in 1841 uitgegeven in twee delen die als titel Vertellingen der toovergodinnen hadden. Begin twintigste eeuw werden enkele van haar verhalen uitgegeven door W. De Haan, Utrecht, in bewerkingen van Christine Doorman, en met illustraties door Rie Cramer. In een van de boekjes uit de hele reeks Sprookjes van Moeder de Gans, is het verhaal "De witte kat" opgenomen, vertaling/bewerking van "La chatte blanche", evenwel zonder dat de naam van Madame d'Aulnoy wordt vermeld. Overigens ontbreekt ook de naam Charles Perrault, al verwijst de titel van de reeks nadrukkelijk naar deze tijdgenoot van Madame d'Aulnoy. Latere uitgaven dateren van de jaren 1970 en 1980. Ze zijn veelal opgenomen in verzamelsprookjesboeken, op een enkele uitzondering na zonder vermelding van de naam Madame d'Aulnoy als auteur.

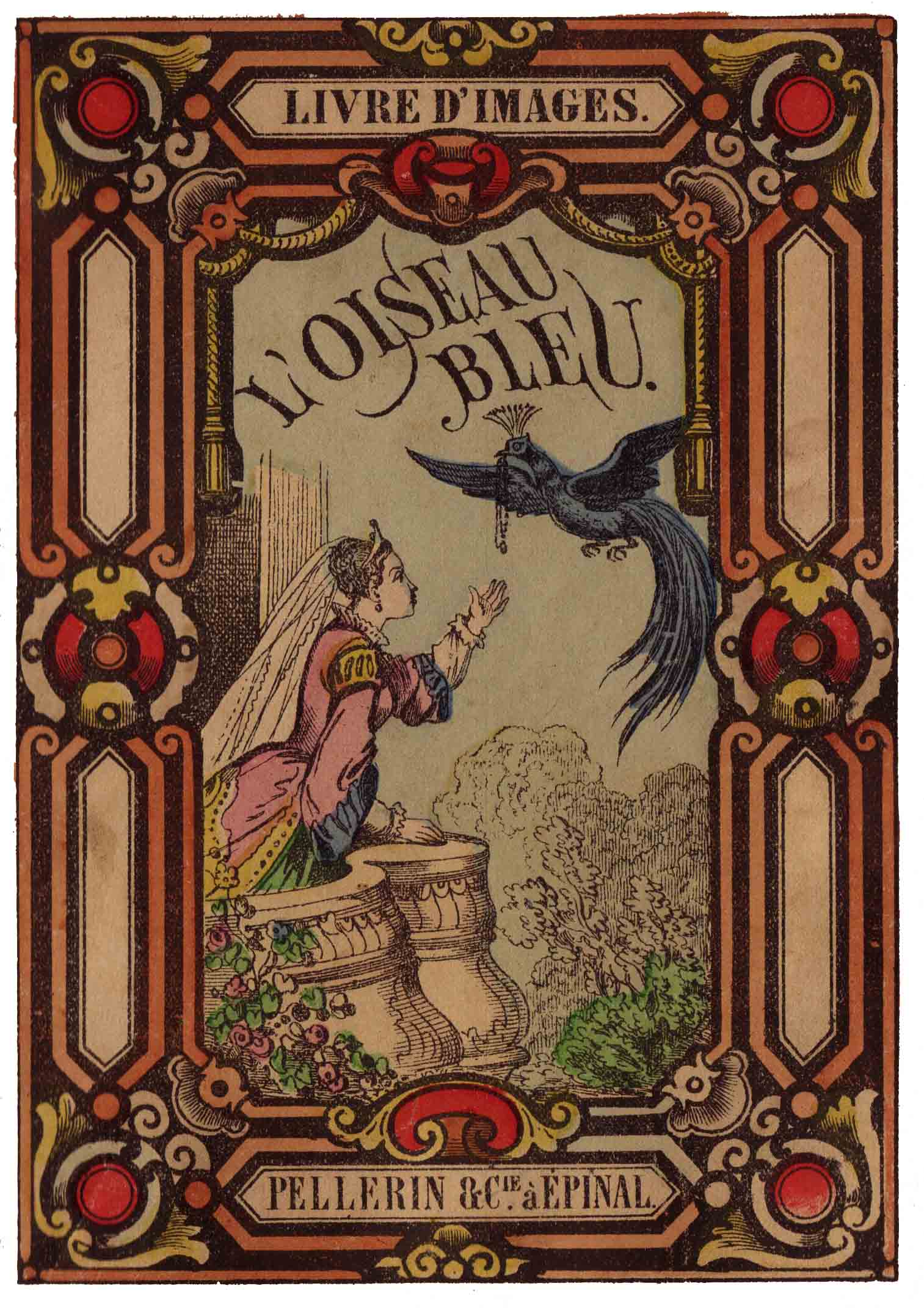
Uitgave Épinal - L'Oiseau bleu (De blauwe vogel)

Het verhaal De blauwe vogel (L'Oiseau bleu) – niet te verwarren met het gelijknamige, wereldwijd bekende toneelstuk van de Belgische schrijver Maurice Maeterlinck – verscheen zelfs in de jaren 1980 als premiumuitgave bij het smeerkaasmerk Kraft.

### Frankrijk
De sprookjes van Madame d'Aulnoy worden in Frankrijk nog steeds uitgegeven, ook als eenvoudige pockets. Er is een recente audio-cd in de handel waarop de Franse actrice Marlène Jobert het verhaal L'Oiseau Bleu (De blauwe vogel) voorleest. Een zeer diepgaande studie door Nadine Jasmin (twee delen, totaal ruim 1500 bladzijden) is in 2008 uitgegeven bij Honoré Champion in de reeks Champion Classiques. Fernande Gontier schreef een biografie over Madame d'Aulnoy in romanvorm, Histoire de la Comtesse d'Aulnoy.

### Engeland
Werk van Madame d'Aulnoy werd al zeer snel vertaald in het Engels. Mogelijk kwam dit doordat zij een graag geziene gaste was in kringen van de Engelse protestantse diaspora in Parijs. Zo verschenen haar eerste contes des fées al een jaar na de Franse uitgave in het Engels, en al haar sprookjes werden algauw ook hier veel gelezen. Zij het met ups en downs. In de 19e eeuw kwam er een ware revival, doordat de sprookjes zich door hun soms wilde, humoristische fantasie uitstekend leenden als scenario's voor de pantomimes. James Planché bracht diverse verhalen van Madame d'Aulnoy in een uiterst fantasierijke regie, met het nodige effectbejag, op de planken. Verhalen als Le Nain Jaune (The Yellow Dwarf) en La Chatte Blanche (The White Cat) zijn in het Angelsaksische taalgebied nog altijd zeer populair. Haar werk inspireerde ook tal van illustratoren, onder wie Warwick Goble en Walter Crane.

### Verenigde Staten
Vermoedelijk hebben Engelse emigranten naar de Nieuwe Wereld de verhalen van Madame d'Aulnoy meegenomen, zodat deze ook daar bekendheid kregen. Deze bekendheid is er nu nog. Meer zelfs, wetenschappers op het gebied van gender en vrouwenstudies ontdekten in het werk van Madame d'Aulnoy een pleidooi voor oprechte, gelijkwaardige liefde tussen man en vrouw, een zich afzetten tegen de masculiene dominantie, en voor meer respect voor de vrouw. In het verhaal L'Île de la Félicité (Gelukseiland) kiest ene prins Adolphe uiteindelijk voor het herstel van zijn eer en heldendom boven de onvoorwaardelijke liefde die hij met prinses Félicité heeft mogen beleven. Hiermee maakte Madame d'Aulnoy de vrouw moreel superieur aan de man. Ook in andere verhalen zijn de stereotiepe rollen vaak omgekeerd en zien we eerder heldinnen dan helden. Haar werk wordt in de Verenigde Staten, nog steeds vanuit dat perspectief bestudeerd.

### Elders
De roem van Madame d'Aulnoy bereikte ook Rusland, er is een audioboek verkrijgbaar waarop alle verhalen in het Russisch worden voorgelezen. Er zijn zowel vertalingen van haar verhalen als recente studies over haar en haar werk in tal van landen verschenen.

## De verhalen
Het allereerste verhaal dat Madame d'Aulnoy schreef, was ingebed in haar eerste liefdesroman Histoire d'Hypolite, comte de Duglas (1690) (History of Hippolyte, count of Douglas) en had daarin geen titel. Pas later heeft het de titel L'Île de la Félicité gekregen (Gelukseiland ofwel Het wonderlijke verhaal van prins Adolphe). Het valt in feite buiten de reeks bekende contes des fées waarvan zij er vierentwintig heeft geschreven, uitgegeven in acht bundels. Vermeld worden hierna zowel de Franse titels als de Engelse vertalingen. Les Contes des Fées (1697) is de eerste verzameling verhalen en deze kreeg een eerste Engelse vertaling als Fairy Tales.
Eind 19e eeuw verscheen een newly done Engelse vertaling, die inmiddels als e-book van de Gutenberg-site te downloaden is.

#### Les Contes des Fées, deeltje 1
1. Gracieuse et Percinet (Gracieuse and Percinet; ook: Graciosa and Percinet))
2. La Belle aux Cheveux d'Or (Fair Goldilocks; ook: The Story of Pretty Goldilocks; ook: The Beauty with Golden Hair)
3. L'Oiseau Bleu (The Blue Bird)
4. Le Prince Lutin (Prince Ariel; ook: The Imp Prince)

#### Les Contes des Fées, deeltje 2
1. La Princesse Printanière (Princess Mayblossom)
2. La Princesse Rosette (Princess Rosette)
3. Le Rameau d'Or (The Golden Branch)
4. L'Oranger et l'Abeille (The Bee and the Orange Tree)
5. La Bonne Petite Souris (The Good Little Mouse)

#### Les Contes des Fées, deeltje 3
1. Le Mouton (The Ram; ook: The Wonderful Sheep)
2. Finette Cendron (Finette Cendron; ook: Cunning Cinders)
3. Fortunée (The Fortunate One; ook: Felicia and the Pot of Pinks)

(in dit deel 3 hanteert de schrijfster het procedé van een raamvertelling)

#### Les Contes des Fées, deeltje 4
1. Babiole (Babiole)
2. Le Nain Jaune (The Yellow Dwarf)
3. Serpentin Vert (Green Serpent)

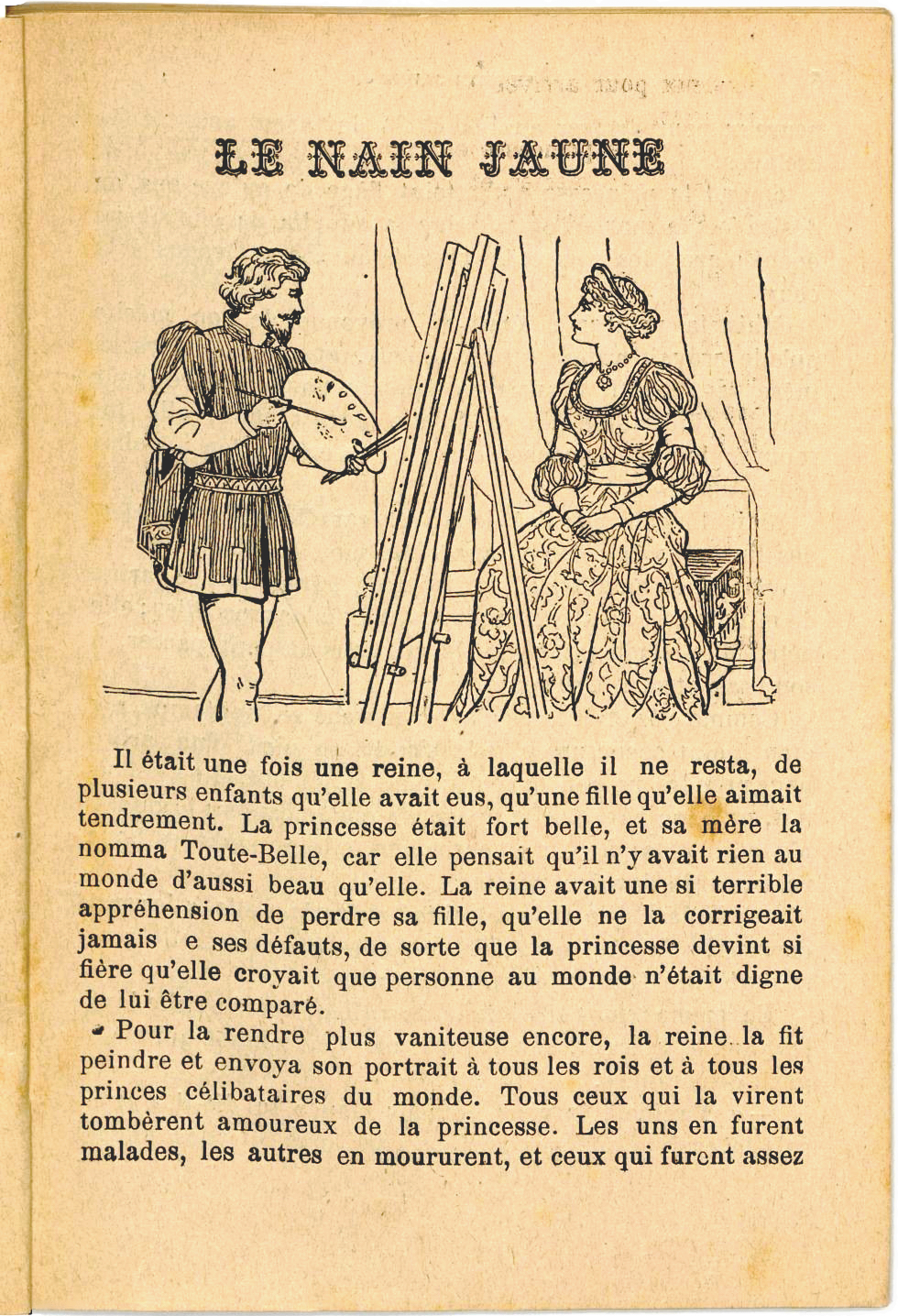
De eerste pagina van Le Nain jaune

(ook in dit deel is sprake van een raamvertelling)
De tweede reeks van vier bundels (1698) heet Contes Nouveaux ou Les Fées à la mode (New Tales, or Fairies in Fashion).

#### Contes Nouveaux ou Les Fées à la Mode, deeltje 1
1. La Princesse Carpillon (Princess Carpillon)
2. La Grenouille Bienfaisante (The Benevolent Frog; ook: The Frog and the Lion Fairy)
3. La Biche au Bois (The Hind in the Wood; ook: The White Doe, of: The Fawn in the Wood)

#### Contes Nouveaux ou Les Fées à la Mode, deeltje 2
1. La Chatte Blanche (The White Cat)
2. Belle Belle ou Le Chevalier Fortuné (Belle Belle)

#### Contes Nouveaux ou Les Fées à la Mode, deeltje 3
1. Le Pigeon et la Colombe (The Pigeon and the Dove)
2. La Princesse Belle Étoile et le Prince Chéri (Princess Belle-Etoile)

#### Contes Nouveaux ou Les Fées à la Mode, deeltje 4
1. Le Prince Marcassin (Prince Marcassin)
2. Le Dauphin (The Dolphin)

(de delen 2, 3 en 4 hebben een raamvertelling als vertelprocedé)

## Madame d'Aulnoy en de verteller
Terwijl Charles Perrault korte sprookjes schreef, die gemakkelijk te onthouden en na te vertellen of voor te lezen waren, schreven Madame d'Aulnoy en haar mede-salonnières-verhalen van soms 20.000 woorden. Het vergt tijd om die te vertellen, en juist dat maakt Madame d'Aulnoy's verhalen minder aantrekkelijk voor een verteller. Er moet algauw de helft of meer uit het verhaal worden geschrapt, en de woordspelingen, de uitgebreide beschrijvingen lenen zich eerder om ze met plezier te lezen, dan ze te vertellen of ernaar te luisteren. Met één enkel verhaal vult een verteller gemakkelijk een uur. Het verklaart de onsterfelijkheid van Charles Moeder de Gans Perrault, een paar honderd jaar later de grote inspiratiebron voor Walt Disney en tegelijkertijd de vergetelheid waarin veel van de verhalen van de salonnières zijn weggedeemsterd.
In Frankrijk heeft nagenoeg geen enkele verteller verhalen van Madame d'Aulnoy op het repertoire, terwijl er wel geregeld nieuwe uitgaven (pockets) in de boekhandel te vinden zijn. Dat vertellers het niet zo ophebben met Madame d'Aulnoy heeft ook te maken met het feit dat het – voor wie het zo wil zien – kunstsprookjes zijn. Maar dan zijn alle ooit geschreven grote verhalen, zoals de eerder genoemde, dat natuurlijk ook.